# 尼奧爾金縣

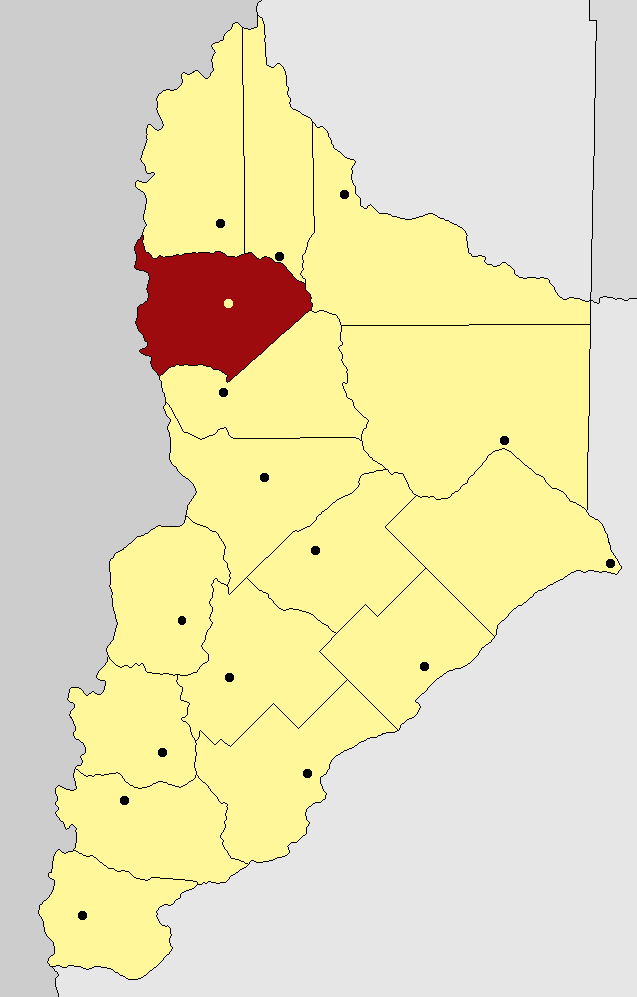

37°38′41″S 70°34′54″W / 37.64472°S 70.58167°W
尼奧爾金縣（西班牙語：Departamento Ñorquín），是阿根廷的縣份，位於該國西部內烏肯省，首府設於埃爾韋庫，西面是智利，面積5,545平方公里，2010年人口4,692，人口密度每平方公里0.85人。